# Droga wojewódzka nr 819
Droga wojewódzka nr 819 (DW819) – droga wojewódzka klasy Z łącząca Parczew z Wolą Uhruską.

## Miejscowości leżące przy trasie DW819

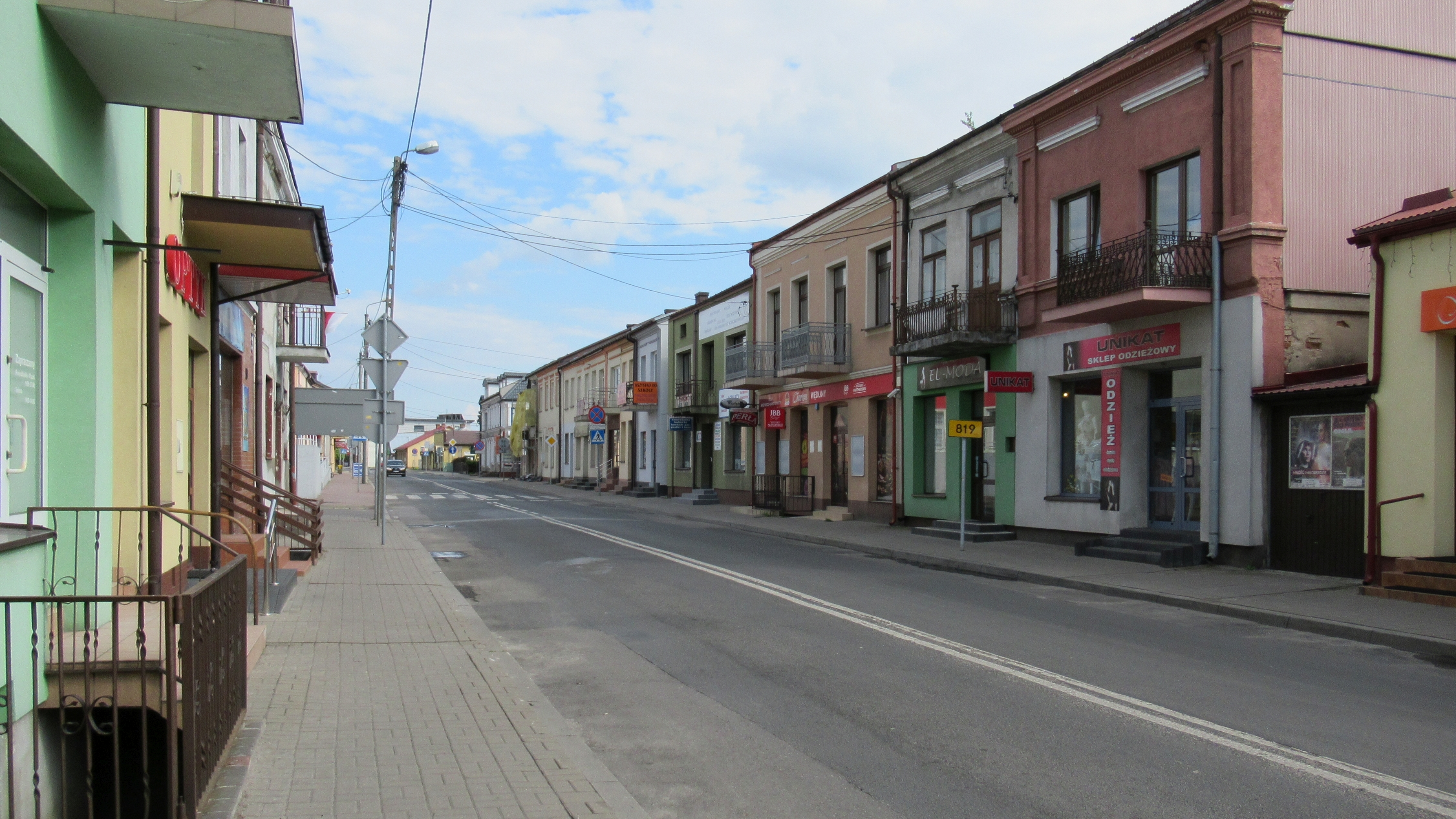
Parczew, ulica Kościelna, początek drogi nr 819

- Parczew (DW813) (DW815)
- Siedliki
- Stępków
- Dębowa Kłoda
- Uhnin
- Sosnowica (DW820)
- Pasieka
- Pieszowola
- Wołoskowola
- Laski Bruskie
- Stary Brus
- Nowy Brus
- Kołacze (DK82)
- Szcześniki
- Hańsk Pierwszy
- Konstantynówka
- Rudka Łowiecka
- Łowcza (DW812)
- Tomaszówka
- Piaski
- Wola Uhruska (DW816)